# Thomas & vännerna: Järnvägens konung
Thomas & vännerna: Järnvägens konung (engelska: Thomas & Friends: King of the Railway) är en brittisk datoranimerad fantasy komedi äventyrsfilm som hade världspremiär den 2 september 2013.  Filmen är regisserad av Rob Silvestri med bland annat Teresa Gallagher, Keith Wickham, Matt Wilkinson, Togo Igawa, Ben Small, Kerry Shale och Jules de Jongh i rollerna. Filmen är baserad på TV-serien Thomas och vännerna.

## Handling
En väldigt speciell gäst kommer till Rälsö, med en stor överraskning och en mycket viktig uppgift till Thomas, Percy och James. Tågen möter nya vänner och upptäcker vapensköldar, rustningar och legender av gamla hjältar. Deras tapperhet är satt på prov när deras nya vän Stefan försvinner. Kan Thomas finna honom? Kommer tågen att avslöja sanningen om Rälsös stora mysterium?

## Rollista (röster)
| Mark Moraghan    | – Ben Small       |
| Martin Sherman   | – Keith Wickham   |
| William Hope     | – Kerry Shale     |
| Teresa Gallagher | – Jules de Jongh  |
| Matt Wilkinson   | – David Bedella   |
| Togo Igawa       | – Steven Kynman   |
| David Menkin     | – Glenn Wrage     |
| Michael Legge    | – Bob Golding     |
| Mike Grady       | – Jonathan Forbes |
| Rebecca O'Mara   | – Miranda Raison  |